# Hans A. Lüthy
Hans Armin Lüthy (* 30. April 1932; † 8. März 2009) war ein Schweizer Kunsthistoriker und von 1963 bis 1994 Direktor des Schweizerischen Instituts für Kunstwissenschaft.

## Leben und Werk
Lüthy studierte Kunstgeschichte an der Universität Zürich und war Assistent bei Gotthard Jedlicka (1899–1965). Von dort wechselte er 1963 in die Leitung des 1951 von Marcel Fischer (1906–1962) gegründeten Schweizerischen Instituts für Kunstwissenschaft (SIK). In den dreißig Jahren seiner Direktion erwarb das Forschungsinstitut internationale Anerkennung. Durch sein Betreiben wurde das SIK im Jahr 1971 in die Schweizerische Akademie der Geistes- und Sozialwissenschaften aufgenommen. Im Jahr 1981 folgte die Anerkennung des Instituts als beitragsberechtigte Forschungsinstitution durch den Bundesrat.

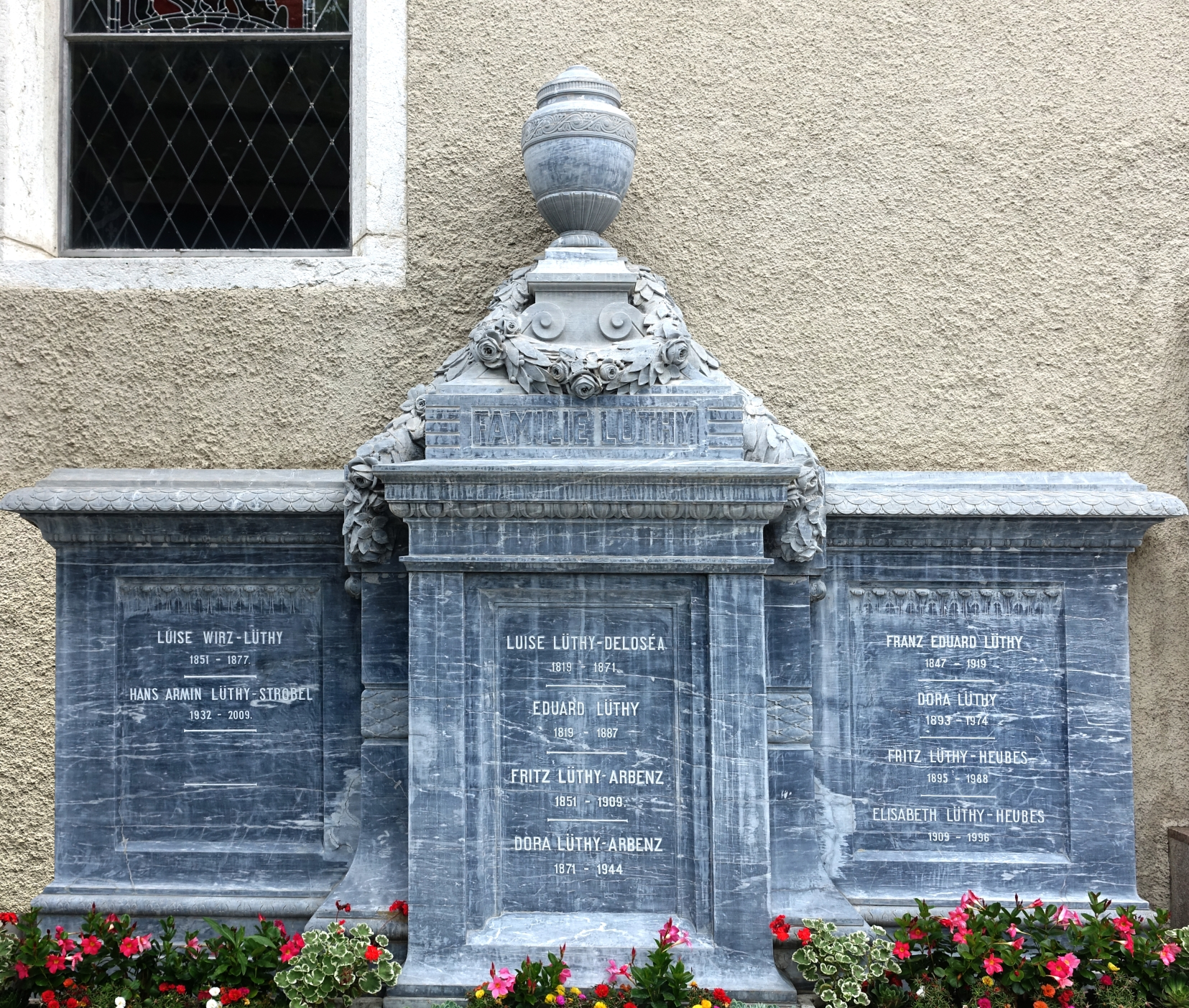
Familien Grab, Feldbrunnen-St. Niklaus

In den USA war Lüthy mit der College Art Association (CAA) verbunden, am Getty Center for the History of Art and the Humanities gehörte er 1985 und 1986 zu den Scholars. Ein Schwerpunkt seiner Forschungsarbeit galt den Werken von Théodore Géricault und von Ferdinand Hodler. Als erster hatte er das Thema Sammlergeschichte aufgegriffen.
Nach seinem Rücktritt als Direktor des Schweizerischen Instituts für Kunstwissenschaft 1994 widmete er sich in Verbindung mit dem von Thomas W. Gaehtgens geleiteten Deutschen Forum für Kunstgeschichte in Paris der Förderung des Nachwuchses und konnte zahlreichen Kunsthistoriker eine Förderung oder eine Unterstützung verschaffen. Die Universität Neuenburg würdigte Lüthy im Jahr 2000 durch die Verleihung des Ehrendoktorats. Bis 2006 war er wissenschaftlicher Berater des Historischen Lexikons der Schweiz.
Seine letzte Ruhestätte fand er auf dem Friedhof von Feldbrunnen-St. Niklaus.

## Werke (Auswahl)
- Hans A. Lüthy, Jura Brüschweiler, Oskar Bätschmann u. a.: Ferdinand Hodler. Views and Visions. SIK, Zürich 1994, ISBN 978-3908-18456-0.
- Hans A. Lüthy, Hans-Jörg Heusser: Kunst in der Schweiz. 1890–1980. Orell Füssli, Zürich/Schwäbisch Hall 1983, ISBN 3-280-01451-4.
- Sandor Kuthy, Hans A. Lüthy: Albert Anker. Zwei Autoren über einen Maler. Orell Füssli, Zürich 1980, ISBN 3-280-01369-0.
- Eduard Hüttinger, Hans A. Lüthy: Gotthard Jedlicka. Eine Gedenkschrift. Beiträge zur Kunstgeschichte des 19. und 20. Jahrhunderts. Orell Füssli, Zürich 1974.